# It's Only Love (Simply Red)
It's Only Love è una raccolta del gruppo musicale britannico Simply Red, pubblicata il 13 novembre 2000.
L'album è composto in prevalenza da ballate sentimentali tratte dal catalogo della band.

## Tracce
1. If You Don't Know Me by Now – 3:25
2. Holding Back the Years – 4:30
3. Say You Love Me – 3:43
4. The Air That I Breathe – 4:25
5. It's Only Love – 4:59
6. You've Got It – 3:56
7. Ev'ry Time We Say Goodbye – 3:26
8. For Your Babies – 4:19
9. Lady Godiva's Room – 2:55
10. Your Eyes (Mousse T. Acoustic) – 3:51
11. Thank You – 4:01
12. Remembering the First Time – 4:45
13. Angel – 4:03
14. Night Nurse – 3:56
15. Never Never Love – 4:21
16. More – 4:09
17. Mellow My Mind – 3:57
18. Stars – 4:09
19. Ain't That a Lot of Love – 3:52

## Classifiche
| Classifica (2000) | Posizione massima |
| ----------------- | ----------------- |
| Austria           | 5                 |
| Danimarca         | 7                 |
| Francia           | 8                 |
| Germania          | 35                |
| Italia            | 26                |
| Norvegia          | 19                |
| Paesi Bassi       | 40                |
| Regno Unito       | 27                |
| Svezia            | 19                |
| Svizzera          | 32                |